# 阿尔贝维尔
阿尔贝维尔（法語：Albertville，法語發音：[albɛʁvil] ⓘ），法国东部城市，奥弗涅-罗讷-阿尔卑斯大区萨瓦省的一个市镇，同时也是该省的一个副省会，下辖阿尔贝维尔区。阿尔贝维尔位于萨瓦省中北部，其市镇面积为17.54 平方千米平方公里，2022年1月1日时的人口数量为19,706，在法国城市中排名第494位。
阿尔贝维尔是1992年冬季奥林匹克运动会的主办城市，是法国重要的冬季旅游目的地，同时也是前往阿尔卑斯山多个滑雪场的必经之路。
2018年诺贝尔物理学奖获得者热拉尔·穆鲁出生于阿尔贝维尔。

## 地名来源
“阿尔贝维尔”的法语直译意为“阿尔贝城”，其中“阿尔贝”一名来源于萨丁国王卡洛·阿尔贝托，后者于1835年颁布建设阿尔贝维尔的专利特许证，被认为是阿尔贝维尔的创建人。

## 历史

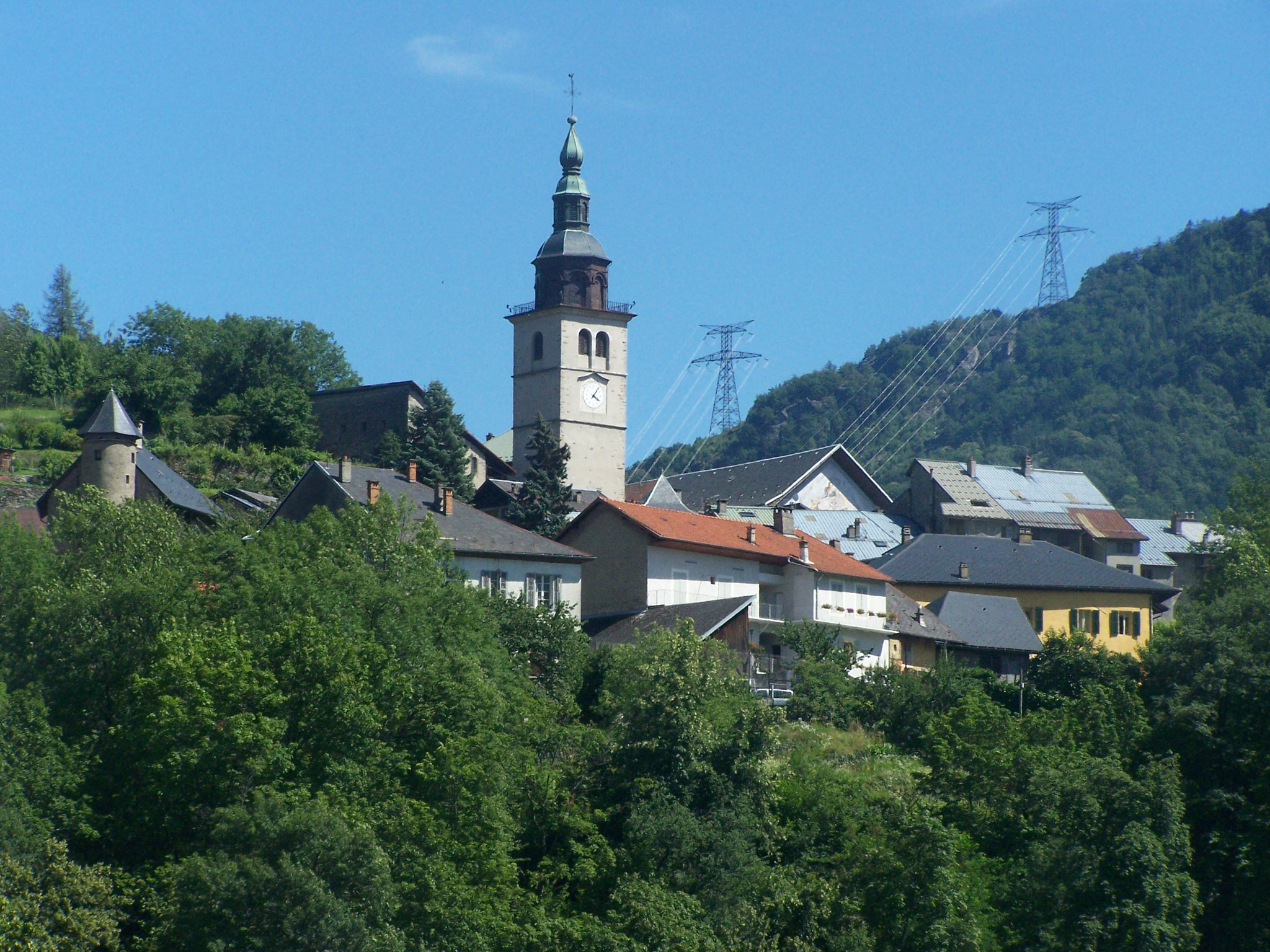
18世纪初修建的圣格拉教堂

阿尔贝维尔地区在高卢时期就已出现人类活动，长期为一处普通村落，因地处伊泽尔河和阿尔利河的交汇处而被称为“孔夫朗”（意为“汇流之地”），形成现代城镇雏形。公元12世纪，医院骑士团在此活动，并在阿尔利河右岸建立了洛皮塔勒（意为“医院”）小镇。1835年，萨丁国王卡洛·阿尔贝托颁布专利特许证，将孔夫朗和洛皮塔勒两个小镇合并，并以其命名为“阿尔贝之城”（法語：Albertville）。作为1860年意大利统一的交汇条件，阿尔贝维尔所处的萨瓦整体并入法兰西，并成为萨瓦省的一个副省会。19世纪末，阿尔卑斯山开辟了多处滑雪场，阿尔贝维尔成为了重要的旅游中转中心。二戰時1940年法國戰敗，割了包括阿尔贝维尔的邊境地區予義大利，為非軍事佔領區，直到1943年9月義大利停戰。1992年冬季奥林匹克运动会在此举行，为迎接该赛事，阿尔贝维尔境内新增了多处公共设施，城市范围也得到扩张。

## 地理

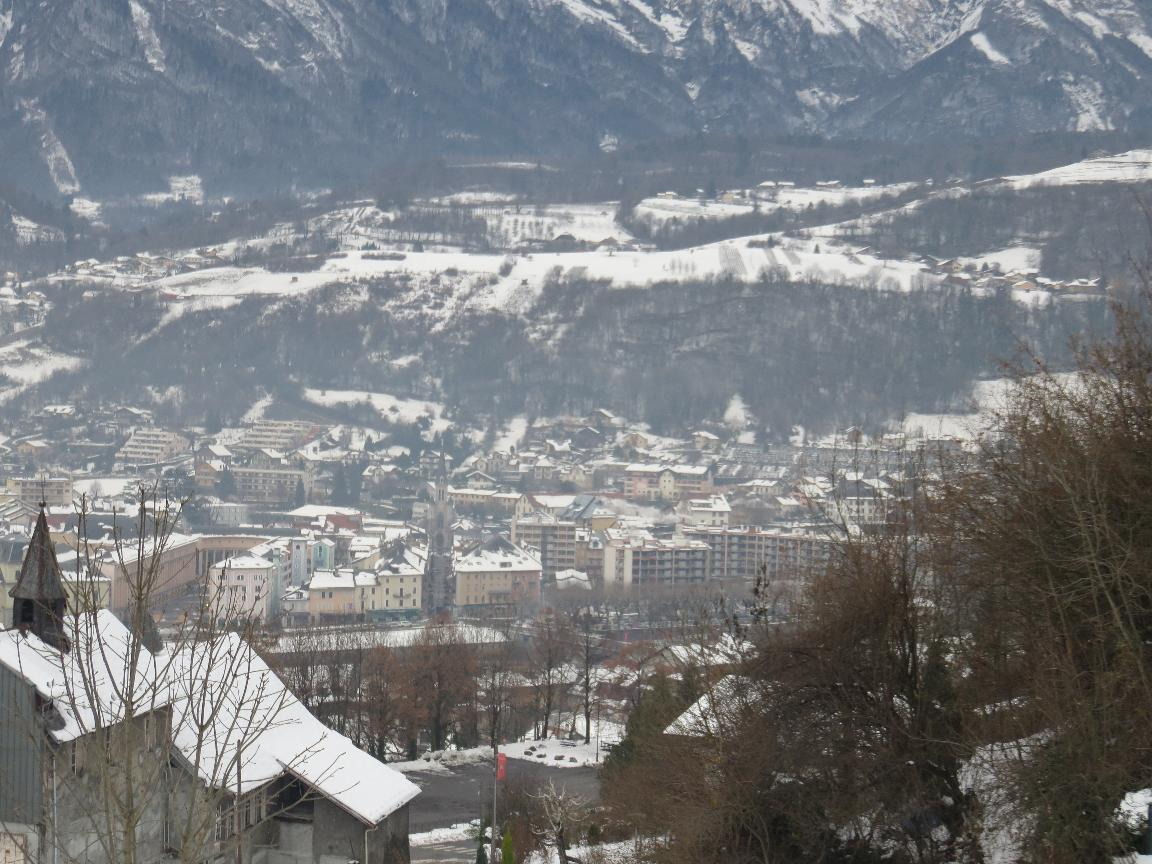
阿尔贝维尔雪景

阿尔贝维尔位于法国东部，奥弗涅-罗讷-阿尔卑斯大区东部和萨瓦省中部略偏北，距离省会尚贝里大约52公里，距离大区首府里昂大约150公里。与阿尔贝维尔接壤的市镇包括：埃塞尔布莱、伊泽尔河畔日伊、格里尼翁、梅屈里、帕吕、凯日、图尔昂萨瓦、旺通。

### 地形
阿尔贝维尔位于阿尔卑斯山腹地，境内以山地地形为主，阿尔贝维尔四周被山峦环绕，其中西侧和北侧为博日山脉，东侧为博福尔坦山，南侧为洛济耶尔山。市中心坐落于阿尔利河的河谷之中，老城区地形相对平坦，整个阿尔贝维尔的海拔在328到2,030米之间。

### 水文
阿尔贝维尔位于伊泽尔河和阿尔利河的交汇处，属于法国五大河流之一的罗讷河流域。

### 气候
阿尔贝维尔在柯本气候分类法中属于带有海洋性特征的山地气候。
阿尔贝维尔市区西南部的韦朗斯阿尔韦境内设有气象站，当地的气候条件与阿尔贝维尔类似，以下为该气象站的数据：
| 阿尔贝维尔-韦朗斯阿尔韦1981年－2019年 | 阿尔贝维尔-韦朗斯阿尔韦1981年－2019年 | 阿尔贝维尔-韦朗斯阿尔韦1981年－2019年 | 阿尔贝维尔-韦朗斯阿尔韦1981年－2019年 | 阿尔贝维尔-韦朗斯阿尔韦1981年－2019年 | 阿尔贝维尔-韦朗斯阿尔韦1981年－2019年 | 阿尔贝维尔-韦朗斯阿尔韦1981年－2019年 | 阿尔贝维尔-韦朗斯阿尔韦1981年－2019年 | 阿尔贝维尔-韦朗斯阿尔韦1981年－2019年 | 阿尔贝维尔-韦朗斯阿尔韦1981年－2019年 | 阿尔贝维尔-韦朗斯阿尔韦1981年－2019年 | 阿尔贝维尔-韦朗斯阿尔韦1981年－2019年 | 阿尔贝维尔-韦朗斯阿尔韦1981年－2019年 | 阿尔贝维尔-韦朗斯阿尔韦1981年－2019年 |
| 月份                                  | 1月                                   | 2月                                   | 3月                                   | 4月                                   | 5月                                   | 6月                                   | 7月                                   | 8月                                   | 9月                                   | 10月                                  | 11月                                  | 12月                                  | 全年                                  |
| ------------------------------------- | ------------------------------------- | ------------------------------------- | ------------------------------------- | ------------------------------------- | ------------------------------------- | ------------------------------------- | ------------------------------------- | ------------------------------------- | ------------------------------------- | ------------------------------------- | ------------------------------------- | ------------------------------------- | ------------------------------------- |
| 历史最高温 °C（°F）                   | 15.7 (60.3)                           | 20.8 (69.4)                           | 25 (77)                               | 28.7 (83.7)                           | 31.6 (88.9)                           | 35 (95)                               | 37.9 (100.2)                          | 37.8 (100.0)                          | 30.8 (87.4)                           | 28.2 (82.8)                           | 22.3 (72.1)                           | 18 (64)                               | 37.9 (100.2)                          |
| 平均高温 °C（°F）                     | 4.6 (40.3)                            | 6.6 (43.9)                            | 11.2 (52.2)                           | 15.0 (59.0)                           | 19.6 (67.3)                           | 23.1 (73.6)                           | 25.7 (78.3)                           | 25.1 (77.2)                           | 20.8 (69.4)                           | 15.8 (60.4)                           | 9.0 (48.2)                            | 5.1 (41.2)                            | 15.1 (59.3)                           |
| 日均气温 °C（°F）                     | 1.3 (34.3)                            | 2.7 (36.9)                            | 6.5 (43.7)                            | 9.7 (49.5)                            | 14.1 (57.4)                           | 17.4 (63.3)                           | 19.8 (67.6)                           | 19.4 (66.9)                           | 15.6 (60.1)                           | 11.3 (52.3)                           | 5.4 (41.7)                            | 2.0 (35.6)                            | 10.4 (50.8)                           |
| 平均低温 °C（°F）                     | −1.9 (28.6)                           | −1.2 (29.8)                           | 1.8 (35.2)                            | 4.5 (40.1)                            | 8.6 (47.5)                            | 11.8 (53.2)                           | 14 (57)                               | 13.6 (56.5)                           | 10.4 (50.7)                           | 6.8 (44.2)                            | 1.8 (35.2)                            | −1.1 (30.0)                           | 5.8 (42.3)                            |
| 历史最低温 °C（°F）                   | −19 (−2)                              | −16.5 (2.3)                           | −14.2 (6.4)                           | −6.8 (19.8)                           | −1 (30)                               | 2 (36)                                | 5 (41)                                | 3.2 (37.8)                            | 1 (34)                                | −2.9 (26.8)                           | −10.2 (13.6)                          | −15.2 (4.6)                           | −19 (−2)                              |
| 平均降水量 mm（）                     | 143 (5.6)                             | 120.1 (4.73)                          | 123.7 (4.87)                          | 104.8 (4.13)                          | 116.2 (4.57)                          | 118.1 (4.65)                          | 92.8 (3.65)                           | 108.7 (4.28)                          | 110.3 (4.34)                          | 136 (5.4)                             | 139.3 (5.48)                          | 158.4 (6.24)                          | 1,471.4 (57.94)                       |
| 月均日照時數                          | 112.7                                 | 123.9                                 | 164.8                                 | 171.6                                 | 201.3                                 | 224.9                                 | 250                                   | 227.5                                 | 184.5                                 | 139.5                                 | 94.5                                  | 90.9                                  | 1,986.1                               |
| 来源：climat-data                     |                                       |                                       |                                       |                                       |                                       |                                       |                                       |                                       |                                       |                                       |                                       |                                       |                                       |

## 行政区划
阿尔贝维尔是法国奥弗涅-罗讷-阿尔卑斯大区萨瓦省的一个市镇，编号为73011，它也是萨瓦省的一个副省会。阿尔贝维尔下辖阿尔贝维尔区，管理阿尔贝维尔第一县和阿尔贝维尔第二县，同时也是阿尔利塞尔城市圈公共社区的办公驻地。
阿尔贝维尔市镇被划为7个街区，并实行街区自治制度。
法国国家统计与经济研究所（简称）在进行数据统计时，将阿尔贝维尔及相邻的另外18个市镇设为阿尔贝维尔城市核心区，并将包括核心区在内的周边共22个市镇划为阿尔贝维尔城市区。同时，还将阿尔贝维尔市镇分为了6个“块区”（IRIS），以便于统计人口分布情况。

## 交通

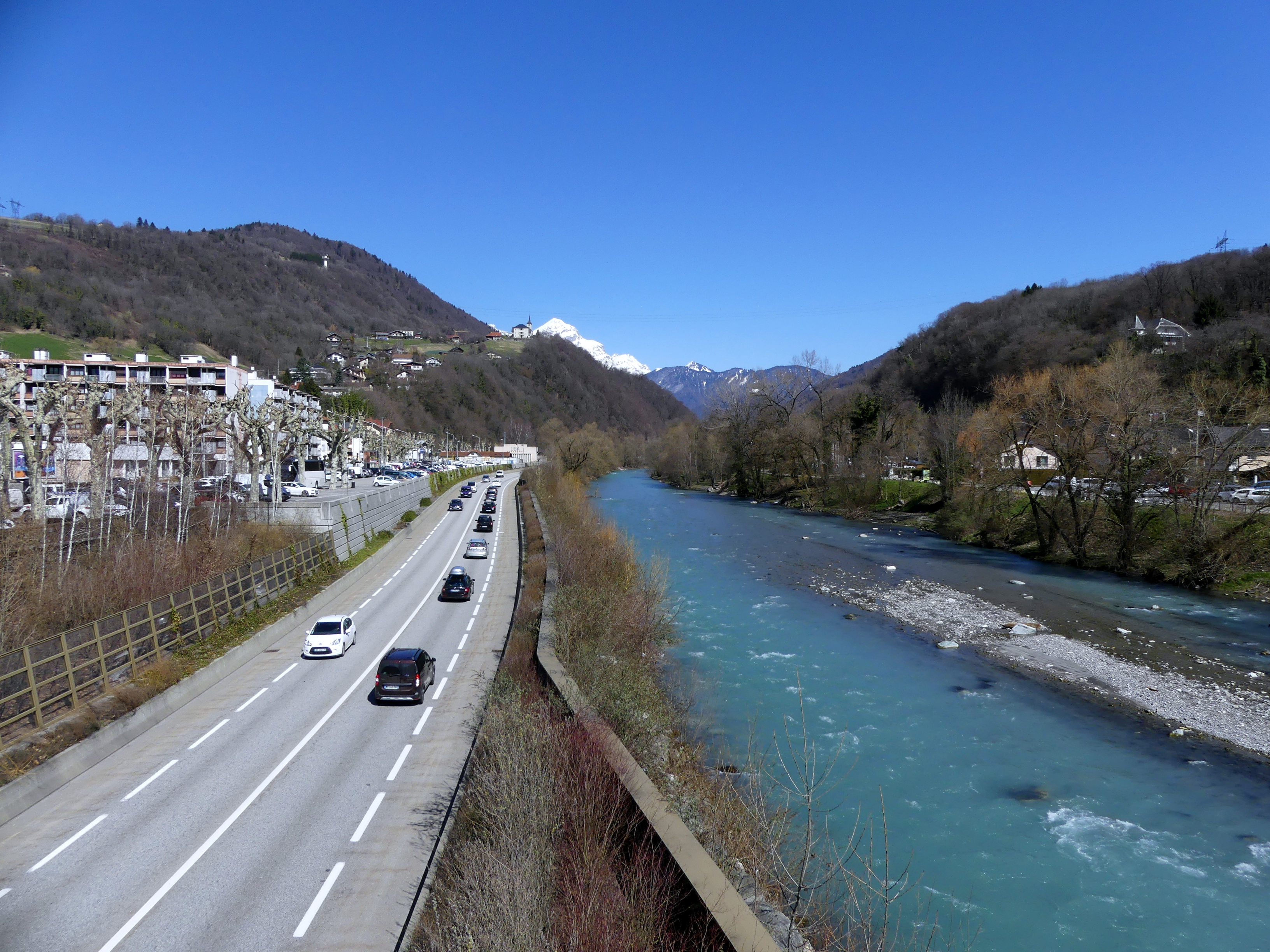
前往阿尔贝维尔的萨瓦省省道D1212线

### 公路
法国国道N90线和多条萨瓦省省道在阿尔贝维尔境内交汇，有校车线路可前往周边部分市镇，冬季还开行前往周边主要滑雪场的专线巴士。
奥弗涅-罗讷-阿尔卑斯大区城际公共交通下属的上萨瓦省城际巴士51线可连接阿尔贝维尔和阿讷西。
2015年，69.7%的阿尔贝维尔家庭拥有至少一辆的私人汽车。2016年，阿尔贝维尔境内共发生各类交通事故5起，造成5人受伤。

### 铁路

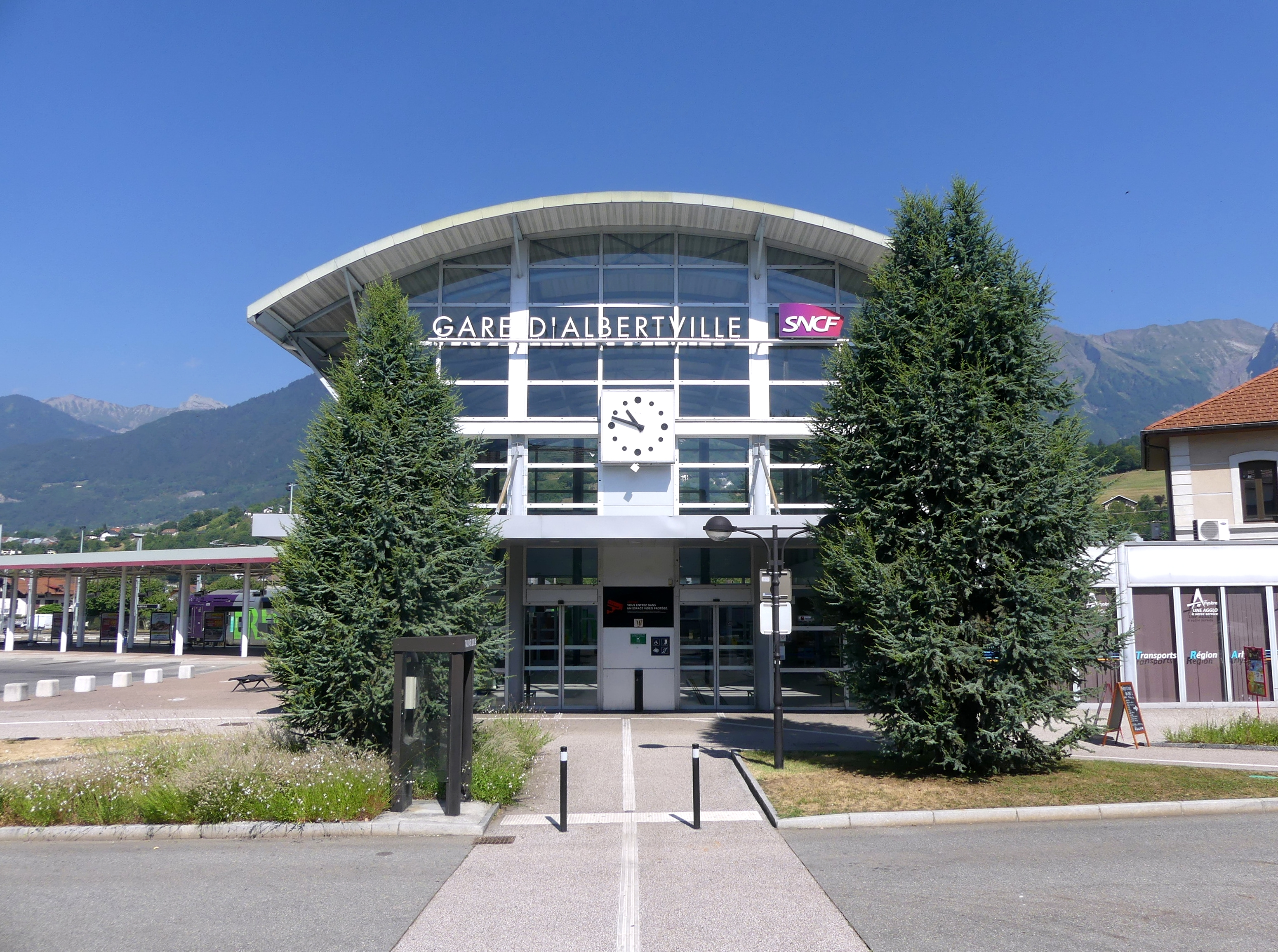
阿尔贝维尔火车站

圣皮埃尔达尔比尼－圣莫里斯堡铁路经过阿尔贝维尔，历史上还有阿讷西－阿尔贝维尔铁路在此交汇，后于1938年废弃，部分路段改建成为绿道。阿尔贝维尔站位于阿尔贝维尔市区，是一个“人”字形的铁路车站，列车只能从车站西南侧单向进出，该站每天停靠往返于尚贝里和圣莫里斯堡之间的区域列车，周末及节假日延伸至里昂，冬季则增开大量前往巴黎及法国各主要城市的TGV列车，以方便滑雪游客出行。

### 航空
阿尔贝维尔境内设有一处飞行场，除此之外距离阿尔贝维尔最近的民用航空机场位于里昂。

### 城市公共交通
阿尔利塞尔区域公共交通是一个包含了城市公共交通和城际客运的区域性公共交通系统，由阿尔利塞尔城市圈公共社区负责管理，法国交通发展集团负责运营，其线路网的9条线路均经过阿尔贝维尔。

## 政治

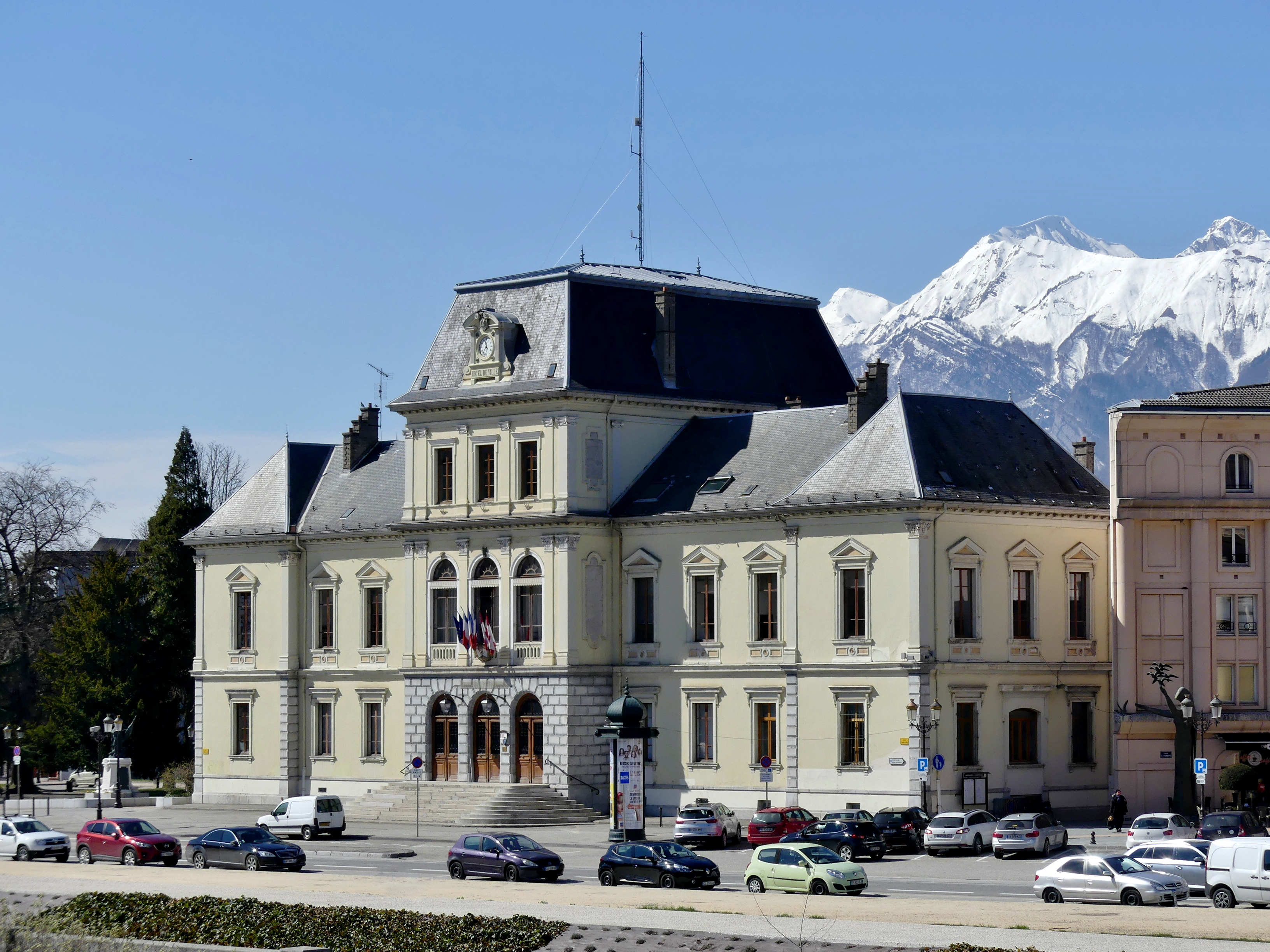
阿尔贝维尔市政厅

阿尔贝维尔的现任市长为弗雷德里克·比尔尼耶-弗朗博雷（Frédéric Burnier-Framboret）先生，他在2014年的市政选举中获得了的支持率。
在2017年的法国总统大选中，法国第25任总统埃马纽埃尔·马克龙在阿尔贝维尔获得了63.37%的支持率。
| 阿尔贝维尔历届市长 |                              |                         |
| 任期               | 市长                         | 党派                    |
| 1943年－1947年     | 约瑟夫·米尼耶                | 不详                    |
| 1947年－1953年     | 路易·迪富尔                  | 不详                    |
| 1953年－1958年     | 皮埃尔·米舍隆                | 不详                    |
| 1958年－1971年     | 让-巴蒂斯特·马蒂亚           | UNR新共和国联盟         |
| 1971年－1995年     | 亨利·迪若尔                  | RPR保衛共和聯盟         |
| 1995年－2008年     | 阿尔贝·吉贝洛                | UMP人民运动联盟         |
| 2008年－2014年     | 菲利普·马叙尔                | PS社会党                |
| 2014年－2017年     | 马蒂娜·贝尔泰                | UMP人民运动联盟 →共和党 |
| 2017年－           | 弗雷德里克·比尔尼耶-弗朗博雷 | DVD右翼无党派人士       |

## 人口
2017年，阿尔贝维尔市镇人口数量为18,899，在法国排名第494位。其中男性9,168人，女性9,887人，75岁及以上人口占10%，外籍人口数量为2,309人，人口密度为1,077人/平方公里，当地居民被称为（男性）或（女性）。2018年，阿尔贝维尔境内出生223人，死亡人口221人。
| 年份   | 1936  | 1946  | 1954  | 1962   | 1968   | 1975   | 1982   | 1990   | 1999   | 2006   | 2011   | 2016   | 2017   |
| ------ | ----- | ----- | ----- | ------ | ------ | ------ | ------ | ------ | ------ | ------ | ------ | ------ | ------ |
| 人口數 | 7,126 | 7,137 | 8,426 | 12,159 | 15,739 | 16,961 | 16,970 | 17,411 | 17,340 | 18,009 | 18,832 | 19,055 | 18,899 |

## 经济

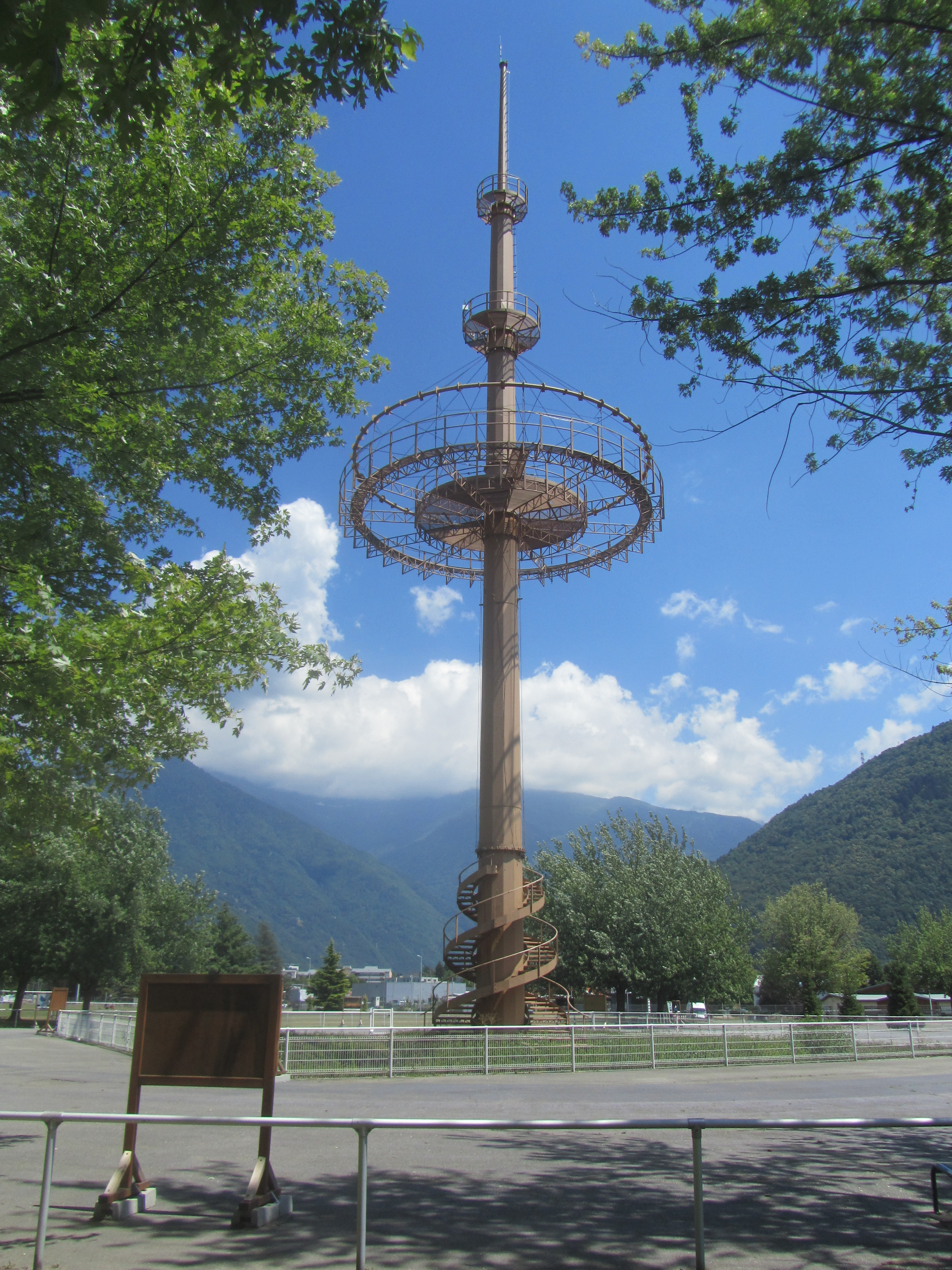
奥运村纪念塔

阿尔贝维尔是一个区域性的中心城市，旅游业是当地主要的产业，20世纪初当地曾有金属开采活动，但20世纪末已基本关闭。

## 财政收入
2018年，阿尔贝维尔的财政收入总额为24,377,900欧元，财政支出总额为20,638,600欧元，当年的债务总额为21,097,300欧元。
2014年，阿尔贝维尔的人均收入总额为2,568欧元，其中高职人员为4,199欧元，普通职员为1,805欧元。
2016年，阿尔贝维尔境内的青壮年（15至64岁）失业率为16.3%，当地40.4%的家庭拥有纳税资格。

## 社会事务

### 教育
阿尔贝维尔隶属于格勒诺布尔学区。截止2017年1月1日，阿尔贝维尔境内共有5所幼儿园、7所小学、4所初级中学、2所普通高中和2所职业高中，暂无高等教育机构。2018至2019学年度，阿尔贝维尔境内共有学生2,696名。

### 医疗
截止2017年1月1日，阿尔贝维尔境内共有全科医生18名、保健师38名、牙医19名、护士21名、耳科医生4名、眼科医生6名、皮肤科医生2名、助产士6名、儿科医生1名和妇科医生3名。境内共有药房10家，养老院4家，残疾人帮扶中心9家。
阿尔贝维尔-穆捷市际中心医院（缩写为）位于阿尔贝维尔市区，建成于1992年，是这一地区规模最大的公立综合性医院。

### 住房
2015年，阿尔贝维尔境内共有各类住房10,749套，其中85%为常住房屋。

### 商业

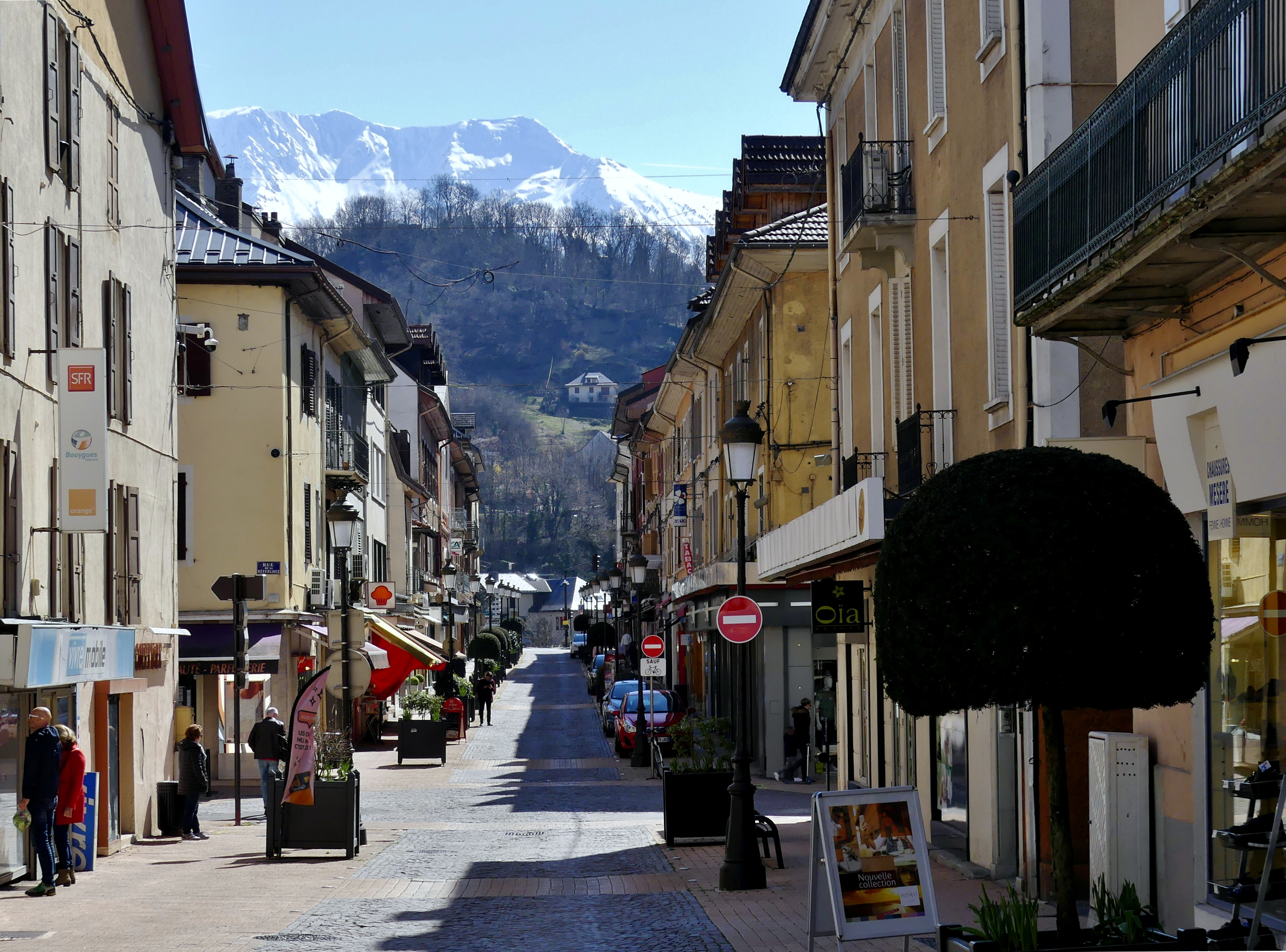
阿尔贝维尔市区街道

2017年，阿尔贝维尔境内共有各类商铺1,527家，其中餐饮服务类710家。

### 体育
阿尔贝维尔因主办1992年冬季奥林匹克运动会而闻名。2017年，阿尔贝维尔境内共有4间健身房、1座综合体育场、6处网球场、3处足球或橄榄球场以及7处篮球或排球场。

### 环境
阿尔贝维尔的环境事务由其所属的公共社区负责。2017年，阿尔贝维尔境内共有3污染企业。

### 治安
2014年，阿尔贝维尔及附近地区共发生各类案件1,324起，其中盗窃类案件896起，经济类案件107起，毒品交易类案件26起。

## 文化

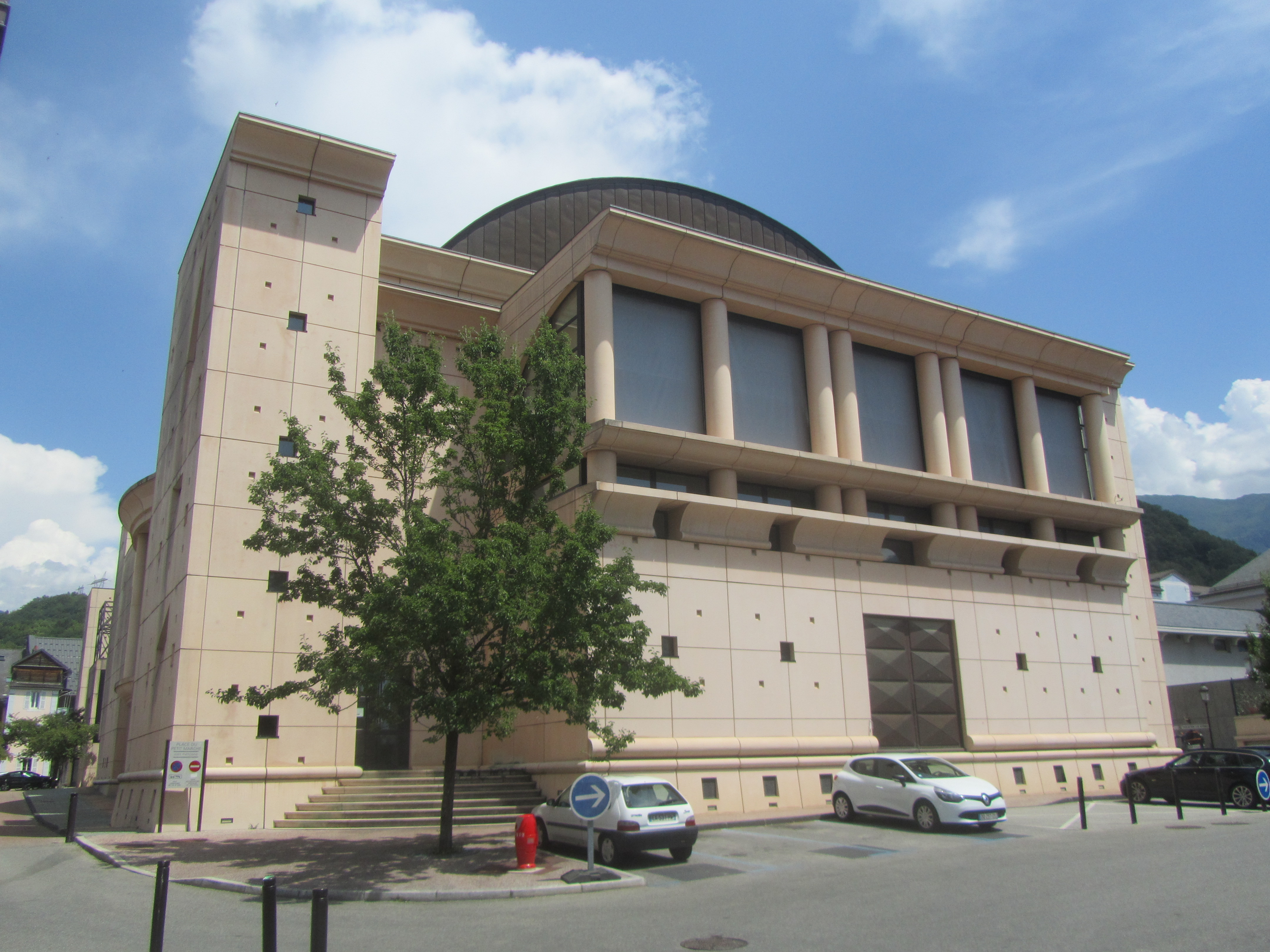
勒多姆文化中心

2017年，阿尔贝维尔境内共有1个剧场、2个电影院、1个博物馆和1个音乐厅。

### 旅游
阿尔贝维尔是法国重要的旅游城市，冬季为旅游旺季，是前往阿尔卑斯山中部多个滑雪场的必经之路。
2018年，阿尔贝维尔境内共有8个宾馆共计319间房间，另有1个露营地，可容纳共77辆露营车。

### 媒体
法国主要的媒体均可在阿尔贝维尔接收，法国电视三台下属的奥弗涅-罗讷-阿尔卑斯大区频道在部分时段播出阿尔贝维尔所属区域的地方新闻。

## 友好城市
阿尔贝维尔与德国城市溫嫩登自1969年起互为友好城市关系。